# Chesterfield
|  | Per a altres significats, vegeu «Chesterfield (desambiguació)». |

Chesterfield (pronunciat /ˈtʃɛs.təˌfiːld/) és una ciutat britànica del comtat de Derbyshire, a Anglaterra. Se situa al nord de la ciutat de Derby, a la confluència dels rius Rother i Hipper. És la ciutat principal del comtat. L'any 2008 tenia una població estimada de 100.800 habitants i la seva àrea metropolitana arribava als 250.000 habitants, ja que inclou els municipis de Dronfield, Bolsover, Staveley, Shirebrook i Clay Cross. És una antiga vila comercial que va rebre el dret a fer mercat el 1204, atorgat pel rei Joan d'Anglaterra. Chesterfield va passar d'una economia predominantment camperola a l'edat mitjana —amb productes que venia al seu mercat— a una basada en la mineria i la indústria des del segle xvii, que actualment tendeix cap al sector de serveis. El seu monument representatiu és l'església de Saint Mary and All Saints, del segle xiv, amb un curiós campanar en espiral, que té una inclinació causada per l'excessiu pes de la coberta de plaques de plom sobre un entramat de fusta massa verda en el moment de la construcció. Aquesta inclinació augmenta lleugerament d'any en any, però no sembla que hi hagi perill de caure.

## Geografia
Chesterfield està en una vall on conflueixen els rius Rother i River, en la zona de mines que ocupa part de Nottinghamshire, Derbyshire i Yorkshire. L'àrea urbana de Chesterfield esta als peus dels Penins, per la banda est d'aquesta serralada. Es diu de Chesterfield que és la porta del parc nacional del districte de Peak, que comença a l'oest de la ciutat.

## Història
Els estudis arqueològics han datat la primera creació de la ciutat en el segle i, on els romans van establir un campament militar. Quan ja no va ser necessari els romans el van abandonar, temps després s'hi van instal·lar els anglosaxons i van anomenar la vila unint les paraules caester (del llatí castrum, «fortí romà») i field (que no s'ha d'interpretar en el sentit actual de «terra de pasturatge», sinó com a «camp» probablement relacionat amb les mines a cel obert que hi havia).
Chesterfield va ser una població del hundred de Scarsdale, del comtat de Derbyshire. El 1204 el rei Joan sense Terra va conferir a la ciutat el dret a fer mercat, mitjançant una carta de privilegis que li donava l'estatus de burg lliure (borough), equiparable en drets a les ciutats de Nottingham o Derby. L'any 1266 va ser l'escenari d'una batalla en què un grup de barons rebels van ser derrotats per l'exèrcit reial.

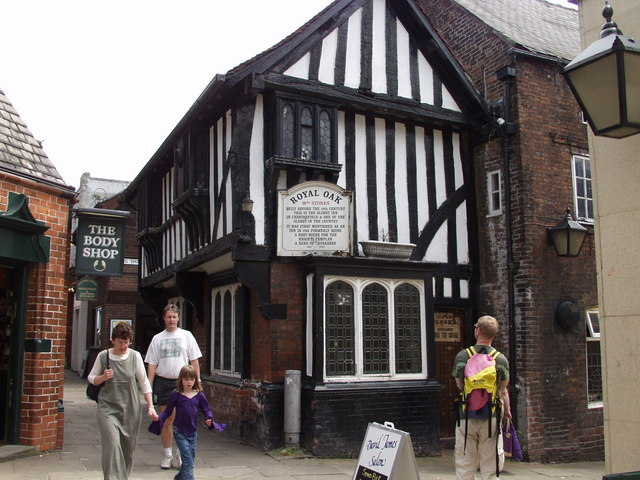
Royal Oak, als Shambles.

La reina Elisabet I va signar un document el 1594 (o 1598), amb què es creava una corporació consistent en un alcalde (mayor), sis representants de les famílies més respectables (aldermen), sis representants dels gremis (brethren) i dotze ciutadans. Aquesta configuració es va mantenir fins a la reforma de corporacions locals del 1835. El burg estava format originàriament per la ciutat de Chesterfield, però l'any 1892 es va ampliar afegint parts de les ciutats veïnes. L'any 1920 va haver una gran modificació dels límits territorials que va incloure l'absorció de New Whittington i el districte urbà de Newbold. L'extensió actual data de l'1 d'abril del 1974, quan es van unir la ciutat de Chesterfield amb el districte urbà de Staveley i amb la parròquia civil de Brimington.
Chesterfield es va beneficiar força amb la construcció del ferrocarril Chesterfield Line, que es un tram de la línia que enllaça Derby amb Leeds (Línia del Nord de Midland), que es va començar a construir el 1837 sota la direcció de George Stephenson. Durant els treballs, on s'havia de fer el túnel de Clay Cross, es va descobrir una gran beta de carbó. Aquesta més les roques de ferro vans er explotades per una empresa que va fundar el mateix Stephenson.
Durant aquesta època, Stephenson va viure a Tapton House, i va estar en aquesta casa fins a la seva mort, l'any 1848. És per això que hi ha una estàtua dedicada a ell a l'estació de Chesterfield.

## Administració

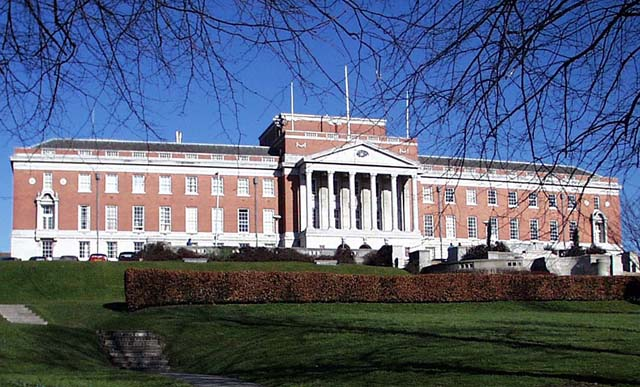
Edifici de l'ajuntament

Actualment el Consell del Borough de Chesterfield està format per 48 regidors, escollits cada quatre anys. La ciutat està dividida en 19 districtes (wards): Barrow Hill and New Whittington; Brimington North; Brimington South; Brockwell; Dunston; Hasland; Hollingwood i Inkersall; Holmebrook; Linacre; Loundsley Green; Lowgates and Woodthorpe; Middlecroft and Poolsbrook; Moor; Old Whittington; Rother; St. Helen's; St. Leonard's; Walton; i West. El Consell escull un dels seus membres anualment per ser l'alcalde.
Des del març del 2016, hi ha una proposta per unir-se a Sheffield i formar una autoritat unitària; el Consell del Comtat de Derbyshire s'hi va oposar i l'assumpte va arribar als tribunals.

## Escut heràldic
L'escut heràldic de Chesterfield data del 10 de novembre del 1955. Té el dibuix de les branques d'un magraner daurat sobre fons rogenc, amb el fruit per fora de l'escut i a la part superior. Damunt hi ha una corona i un corder. Al costat dret hi ha un gall i al costat esquerre una garsa. Aquests elements ja sortien en el segell antic de la ciutat, que data del segle xvi. El magraner és un símbol de lleialtat a la corona anglesa, ja que són els mateixos elements que estaven en l'escut d'armes de Caterina d'Aragó, d'Enric VIII i de Maria I d'Anglaterra. El corder és el símbol de Derbyshire i la corona representa el recinte emmurallat que li va donar l'estatus de burg.

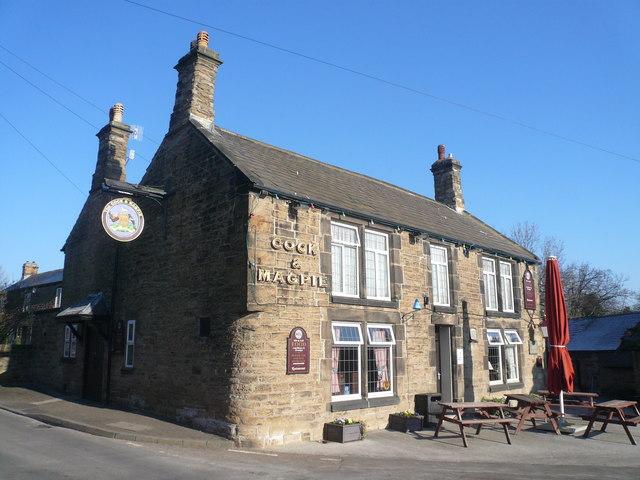
Taverna Cock and Magpie Inn

El gall i la garsa representa la taverna més antiga de la ciutat, la Cock and Magpie Inn (53°16'13.1"N 1°25'34.3"W), que va ser el lloc de trobada dels conspiradors contra el rei Jaume II l'any 1688, entre els quals estaven els comtes de Danby i Devonshire, és per això que aquestes aus porten una corona al coll. La base és una rocalla que representa el paisatge miner, i una banda porta escrit el lema de la ciutat: "aspire", un joc de paraules que fa al·lusió a la teulada en forma d'espiral del campanar de l'església emblemàtica de Chesterfield.

## Agermanaments
- Darmstadt (Alemanya).
- Troyes (França).
- Tsumeb (Namíbia).
- Yangquan (Xina).

## Economia
En els darrers trenta anys l'economia de Chesterfield ha experimentat un gran canvi, anteriorment la base era el sector primari i secundari mentre que ara la tendència és cap al sector terciari. La mineria va ser la font econòmica més important, de la qual van sorgir sis empreses: Clay Cross, Arkwright Town, Bolsover, Grassmoor, North Wingfield i  Holmewood, però els llocs de treball han disminuït.
Del 1981 al 2002 van desaparèixer 15.000 llocs de treball en la mineria i ja no queda una sola mina oberta. El Consell del Comtat va encarregar al contractista Killingleys restaurar l'espai on havien estat les mines i ara gairebé es poden distingir del paisatge al seu entorn: hi ha una sendera per a ciclistes o caminants que segueix la ruta de les antigues mines.
Les fàbriques i les principals empreses han tancat o s'han traslladat a altres ciutats. Markham & Co., que fabricava perforadores per a túnels, com les que es van emprar per fer l'Eurotúnel, va ser adquirida per la Norway's Kvaerne i després es va fusionar amb Sheffield-based Davy. El lloc on estava la fàbrica és actualment un grup de cases i les oficines són ara pisos. Dema Glass va tancar i al seu lloc hi ha ara un supermercat i un estadi de futbol, el Proact Stadium. GKN va tancar i al seu lloc hi ha un edifici d'empreses.
Altres companyies han disminuït significament la seva producció i els llocs de treball. Robinson's, que fabrica sobretot envasos de cartró i altres productes de paper, ha abandonar la producció d'articles per a la salut. Trebor, es va fusionar amb Bassetts, totes dues fabricants de dolços, després van ser adquirides per Cabury que va traslladar la fàbrica a una altra ciutat. Chesterfield Cylinders s'ha traslladat a Sheffield i el lloc on estava és ara un edifici d'entreteniments anomenat Alma Leisure Park, que inclou cinemes, bars i restaurants.

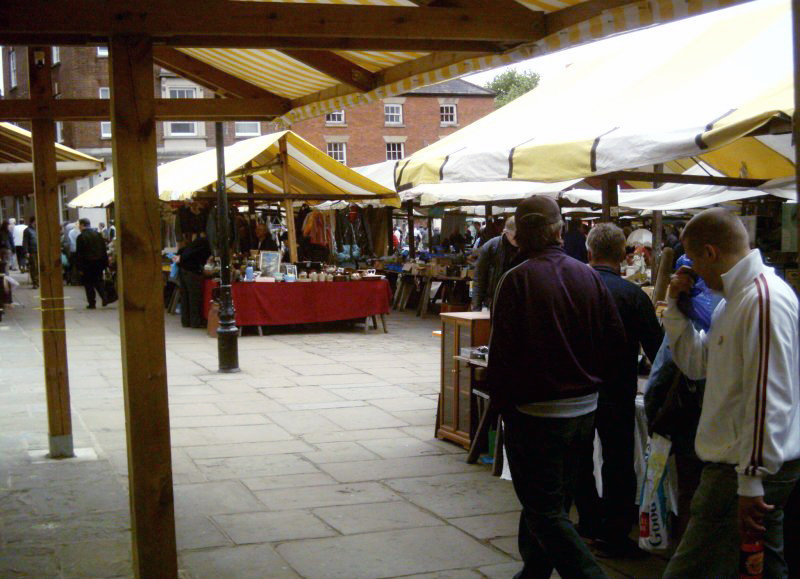
Mercat a l'aire lliure.

Els llocs de treball en les fàbriques havien arribat a un terç del total, des del 1991, tot i que aquesta xifra és inferior a la mitjana nacional. Les empreses d'aquest sector que encara donen llocs de treball són: SIG plc, subsidiària de Warren Insulations(material aïllant tèrmic per a la construcció), Franke Sisons Ltd (aigüeres d'alumini), Rhodes Group, Chesterfield Felt i altres. Entre l'autovia A61 i la carretera de Brimington hi ha una àrea de 160.000 m² de desenvolupament on abans hi havia una serradora, s'ha planificat fer una ona residencial i un centre comercial que es dirà Chesterfield Waterside, amb un passeig a la vora del canal.
Les empreses del sector de serveis que ofereixen més llocs de treball són les oficines de correus: la Royal Mail's Pensions i la Post Office. A la ciutat hi ha un dels mercats a l'aire lliure més grans de la Gran Bretanya, amb algunes parades a l'interior de l'edifici del mercat. Al centre es conserven un seguit de carrers estrets d'època medieval anomenats "The Shambles" («el passeig»), on està el Royal Oak, un dels pubs més antics del Regne Unit.

## Edificis religiosos

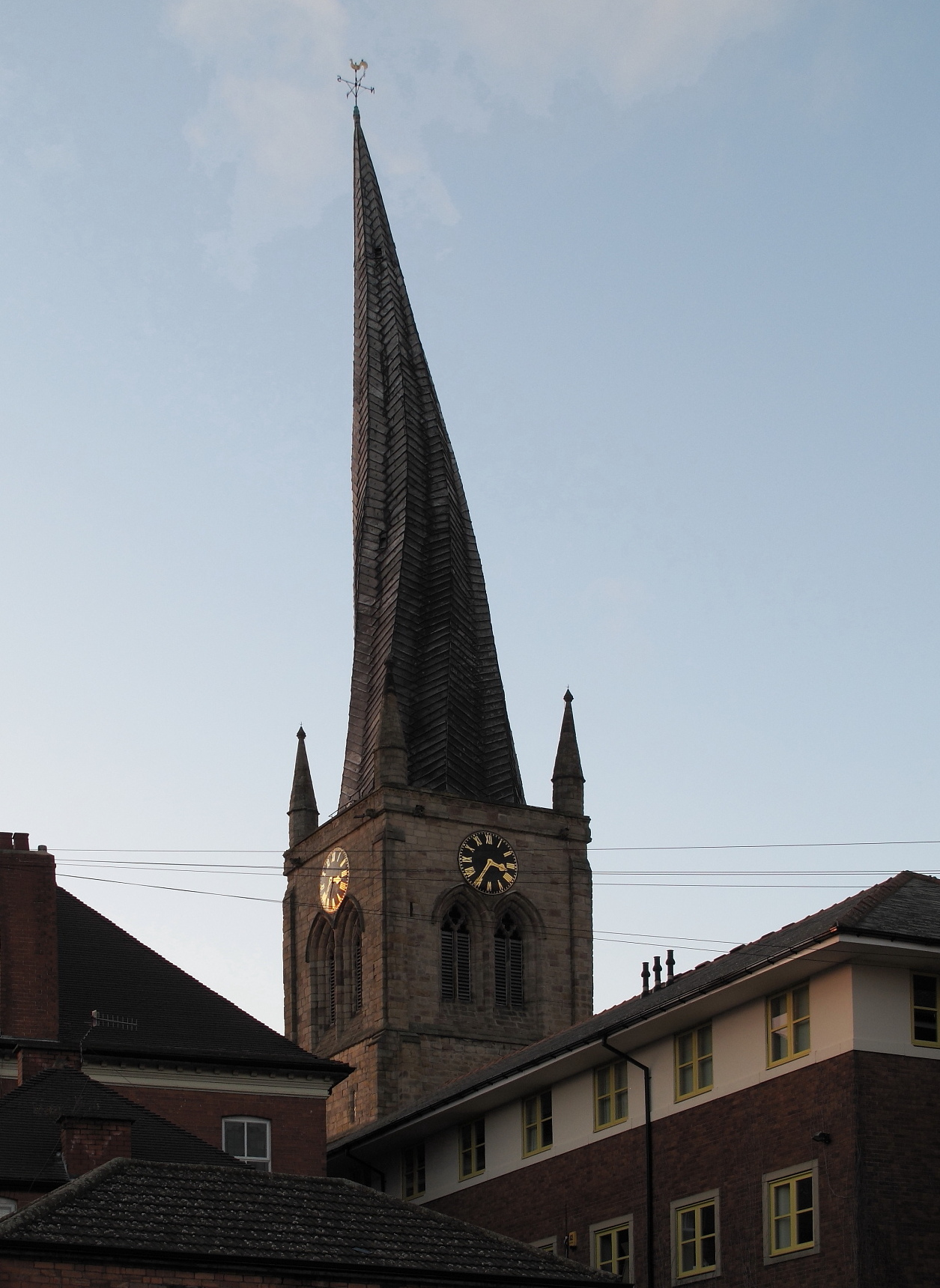
El campanar en espiral de Chesterfield.

L'edifici més conegut de Chesterfield és l'església de la Mare de Déu i Tots Sants, per la teulada tan especial que té el seu campanar, en forma d'espiral.
Aquesta espiral no segueix un eix vertical sinó que està inclinada; té 45 graus de gir i es desvia 9 peus i 6 polsades (2,90 m) de l'eix central. La llegenda popular diu que un ferrer de Bolsover va fer enfadar el dimoni i aquest es va enfilar dalt de la teulada atemorit i amb el seu pes la va fer inclinar. S'han atribuït moltes altres causes més raonables per explicar com és que està torta, entre les quals està la poca traça dels fusters que la van construir, l'ús de fusta sense assaonar, o la insuficient reforç transversal; i d'altres no tan creïbles com l'efecte de la pesta negra, que va atacar la ciutat dotze anys abans d'enllestir els treballs del campanar. Segons els conservadors del museu de Chesterfield, actualment es creu que la inclinació va començar quan les teules de fust originals van ser substituïdes per peces de pissarra o plom, i l'estructura no estava preparada per suportar el canvi de pes. El gir de la teulada és deliberat i el fer que segueixi la direcció del sol ha col·laborat a la inclinació, ja que el material s'ha dilatat amb la calor de manera irregular. De fet no hi ha cap referència històrica on consti que estigués inclinada abans de canviar les peces originals de fusta. Dins la torre hi ha deu campanes fetes el 1947 a la foneria Whitechapel Bell Foundry de Londres, i que substitueixen un conjunt de campanes anteriors. La mes pesada de les campanes fa 1.300 kg.
Una altra església de Chesterfield és la de l'Anunciació, que va ser fundada pels jesuïtes l'any 1854 i va ser obra de l'arquitecte Joseph Hansom.

## Esports

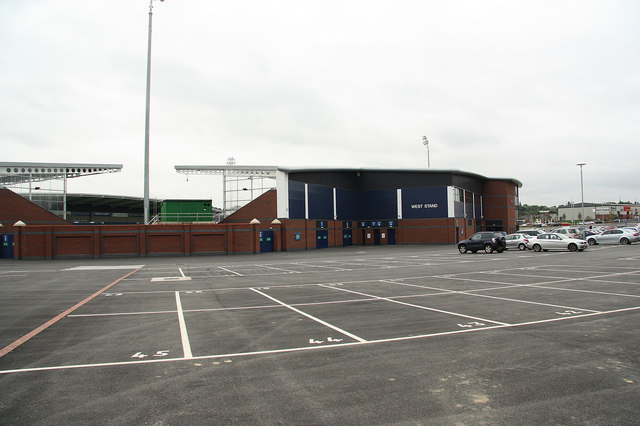
B2 Net Stadium

FutbolA Chesterfield hi ha un equip de futbol que participa en la lliga de segona divisió, el Chesterfield F.C. que anteriorment jugava en la Recreation Ground, competició també dita Saltergate. Els seus membres reben el nom de Spireites, per la famosa teulada de l'església que dona fama a la ciutat. L'any 2005 es van anunciar un pla per construir un nou estadi situat a Dema Glass al nord de la ciutat, al barri de Whittington Moor. Les obres van començar l'estiu del 2009 i va estr acabat per la temporada 2010/2011, B2net Stadium.
RugbiChesterfield Rugby Union Football Club és un club de rugbi que es va crear l'any 1919 i va començar a competir l'any 1920. Dins del club hi ha un equip masculí, un de femení i diversos equips juvenils. Un altre club és el Chesterfield Spires RLFC que actualment participa en la RL Merit League.
PatinatgeL'any 2009 es va inaugurar un parc de patinatge de 565 m² per a practicar estil lliure; està situat a Ravenside Retail Park a prop del pont Horns.
NatacióEl Chesterfield Swimming Club és el club de natació competitiva més gran del nord del comtat Derbyshire, està situat dins del Centre d'Esports de Queen's Park.
Queen's ParkÉs un gran parc situar als afores, dins del qual hi ha un camp de criquet, un pavelló, un llac, un hivernacle, una tarima per a músics i un tren en miniatura. Un espai de 5,3 hectàrees al sud del parc separades per una carretera van ser adquirides l'any 1901 per a fer un memorial a la reina Vitòria, però es va abandonar i ara és l'Annex del Queen's Park. El Centre d'Esports situat al Queens Park es va construir a mitjan segle xx, adjacent al seu límit occidental. Al seu interior hi ha una piscina, un gimnàs i diverses pistes multiesportives; a l'exterior hi havia pistes de tennis que van tancar el desembre del 2015.
El gener del 2016 es va inaugurar un nou pavelló d'esports a l'Annex del Queen's Park, que va costar 11,2 milions de lliures.

## Fills il·lustres
- Robert Robinson (1886 - 1975) químic, Premi Nobel de Química de l'any 1947.